# Валанс
 Тази статия е за града във Франция.  За окръга вижте Валанс (окръг).  
Вала̀нс (на френски: Valence) е град в югоизточна Франция, административен център на департамента Дром и окръг Валанс в регион Оверн-Рона-Алпи. Населението му е около 64 000 души (2017).
Разположен е на 123 метра надморска височина в Ронската низина, на левия бряг на река Рона и на 92 километра южно от Лион. Селището е основано от римляните през 121 година пр. Хр., а през Средновековието става част от провинция Дофине. Днес градът е важен промишлен и транспортен възел и център на агломерация, включваща също предградията Бовалон, Бур ле Валанс, Гилеран-Гранш, Голфеш, Гудурвил, Етоал сюр Рон, Корнас, Малисар, Помвик, Порт ле Валанс, Сен Марсел ле Валанс и Сен Пере.

## Известни личности
Родени във Валанс
- Пол Рикьор (1913 – 2005), философ
- Жан-Етиен Шампионе (1762 – 1800), генерал

Починали във Валанс
- Пий VI (1717 – 1799), римски папа